# Nagy Erzsébet (költő)
Nagy Erzsébet, D. Nagy, Elisabeta Dobriţoiu (Ozsdola, 1923. október 21. – Kolozsvár, 1982. július 17.) erdélyi magyar költő, műfordító.

## Életútja
Az erdélyi Ozsdolán született 1923. október 21-én. Sepsiszentgyörgyön kezdte tanulmányait, 1940-ben szerzett diplomát a nagyszebeni Római Katolikus Tanítóképzőben.
Miklósváron, Gyergyóbékáson, Sepsibükszádon tanított, majd Sepsiszentgyörgyön volt tisztviselő.
1955-ben Kolozsvárra költözött, 1961-ben férjhez ment Gheorghe Dobriţoiu építészmérnökhöz.

## Munkássága
Verseit román és magyar nyelven írta. Magyari Lajos írta költészetéről: "Érzékeny ember, a való világ fény-árny játszadozásainak szerelmese. Asszony-líránk egyik szerény, de méltó képviselője. Két nyelven megjelent verseit forró életszeretet, az asszonyi titkok mindentudó mélysége emelik igazi értékké".
1975-ben Marton Lili egy novelláját Ballada a hegyekben címmel színpadra dolgozta át, ezt sikerrel mutatták be Désen. 1981-ben románra fordította Szabó Lőrinc A huszonhatodik év című szonettkoszorúját Anul nou címmel, négy román versét Margareta Zenopol zenésítette meg, ezekért kapta a târgoviștei Aranykrizantém zenei fesztivál III. díját. Kéziratban maradt hagyatékát a család őrzi.

## Versei
- Simfonie (románul írt versei, 1970)
- Titkok októbere (magyar verskötete, 1980)
- Sfatul din Poiana (románul írt versei, 1985)